# 나가이촌 (야마가타현)
나가이촌(長井村)은 야마가타현 니시오키타마군에 설치되었던 촌이다. 현재의 나가이시 중심부 북측에 해당한다.